# PostNuke
PostNuke ist ein frei verfügbares Web-Content-Management-System (WCMS), geschrieben in PHP und lizenziert unter der GNU General Public License (GPL). Das Projekt ist mittlerweile eingestellt. Das Team der Postnuke-Entwickler hat mit Zikula ein neues Projekt auf einer komplett neuen Code-Basis gestartet. Es ist aber möglich Inhalte aus Postnuke-Sites zu importieren. Der Support für das Update ist im Juni 2009 ausgelaufen.
PostNuke ist modular aufgebaut. Zusätzliche Features können durch die Installation zusätzlicher Module genutzt werden, beispielsweise mit Artikel, Weblinks, Downloads, FAQ, Bildergalerien, Foren etc. PostNuke verfügt über einen Kern, der neben der Programmierschnittstelle (API), der ADOdb-Datenbankabstraktion (wodurch zukünftig neben MySQL auch andere Datenbank-Systeme unterstützt werden sollen) und dem Smarty-basierendem Templating auch ein umfangreiches Sicherheits-, Benutzer- und Gruppen-Management enthält.
Das Projekt zielt neben seinem klassischen Gebiet der privaten Homepage oder Klein-Community auf den professionellen Einsatz. Dabei war die Einführung des Templating-Systems Xanthia von großer Bedeutung für das Projekt. Dadurch kann Inhalt von Layout weitgehend getrennt werden.
Durch die ursprüngliche Abstammung von PHP-Nuke hat PostNuke anfangs auch dessen Ruf von Instabilität und Sicherheitsmängeln übernommen. Um diesem entgegenzuwirken, sind die Programmierer nach eigener Aussage sehr um Sicherheit und Stabilität bemüht. Dokumentation und Support gibt es sowohl in der deutschsprachigen Community als auch im internationalen Support-Bereich. Die neue Version 0.8 wurde komplett überarbeitet, sodass sich das Konzept und der gesamte Quelltext von PHP-Nuke unterscheiden. Deshalb wurde sie unter dem Namen Zikula veröffentlicht.

## Organisation
Hinter PostNuke steht eine große internationale und eine starke deutsche Gemeinschaft. Im Juni 2004 wurde nach Vorbild der Apache Foundation die PostNuke Software Foundation als gemeinnützige Organisation in den USA gegründet. Mit den Gründungsmitgliedern Harry Zink, Vanessa Haakansson, Mark West, Karma Dordrak und dem deutschen PostNuke e. V. steht die Foundation nicht nur für Stabilität, sondern dient auch als Ansprechpartner für Rechtsfragen oder Spenden.
Einige der deutschen Hauptentwickler sind darüber hinaus auch als PostNuke e. V. organisiert. Der Verein kümmert sich nicht nur um die Entwicklung, sondern auch um die deutschsprachige Dokumentation und die Unterstützung im Forum. Für die Teilnahme an der deutschsprachigen Community ist eine Mitgliedschaft natürlich nicht erforderlich – Mitgliederbeiträge und Spenden werden aber in die Förderung des Projektes investiert und können so auch als Beitrag zur Entwicklung angesehen werden.
Im August 2004 hat der Verein das erste europäische PostNuke-Treffen in Stuttgart veranstaltet, dort trafen sich Entwickler und Anwender aus Deutschland, England, Belgien, Dänemark und Bayern und arbeiteten zwei Tage lang an der Zukunft ihres Systems. Die Neuauflage des pnMeeting für Entwickler und Anwender im August 2005 zeigte vor allem das wachsende Interesse von kommerziellen Benutzern an PostNuke. An diesen Erfolg wurde angeknüpft und das pnMeeting zu einem festen jährlichen Bestandteil der PostNuke-Community gemacht. Im Jahr 2007 fand es an der Universität in Osnabrück statt und legte einen Fokus auf die neue Generation der kommenden Version .8.

## Namensänderung
Im Juni 2008 ist aus PostNuke Zikula geworden. Der Name Zikula [sikula:] kommt aus der Zulu-Sprache und bedeutet so viel wie „schnell“ und „einfach“. Mit dem Namen hat sich auch das vorherige CMS in ein komplettes Web-Applikation Framework gewandelt.

## Voraussetzungen
Unterstützte Betriebssysteme
PostNuke ist plattformunabhängig. Es kann auf jedem PHP-fähigen Webserver mit Datenbankanbindung ausgeführt werden. Dabei werden klassische LAMP-Umgebungen bzw. WAMP-Umgebungen empfohlen.
Unterstützte Webserver
jeder PHP-fähige Webserver, z. B. Apache, Internet Information Services, OmniHTTP. Apache mit mod_rewrite-Unterstützung empfohlen
Unterstützte Datenbanken
MySQL
Unterstützte Skriptsprachen
PHP > 4.1, PHP 5, safe_mode und register_globals=off werden unterstützt
Hardware-Voraussetzungen
je nach Anwendungsgebiet, empfohlen sind: 150 MB freier Speicherplatz, rund 10 MB davon für PostNuke, PHP-Memorylimit ab 8 MB, 16 MB empfohlen
Abhängig von der eingesetzten Hardware; zusätzliche Optimierungen sind beispielsweise durch eAccelerator möglich.